# IZU・WORLD みんなのHawaiians

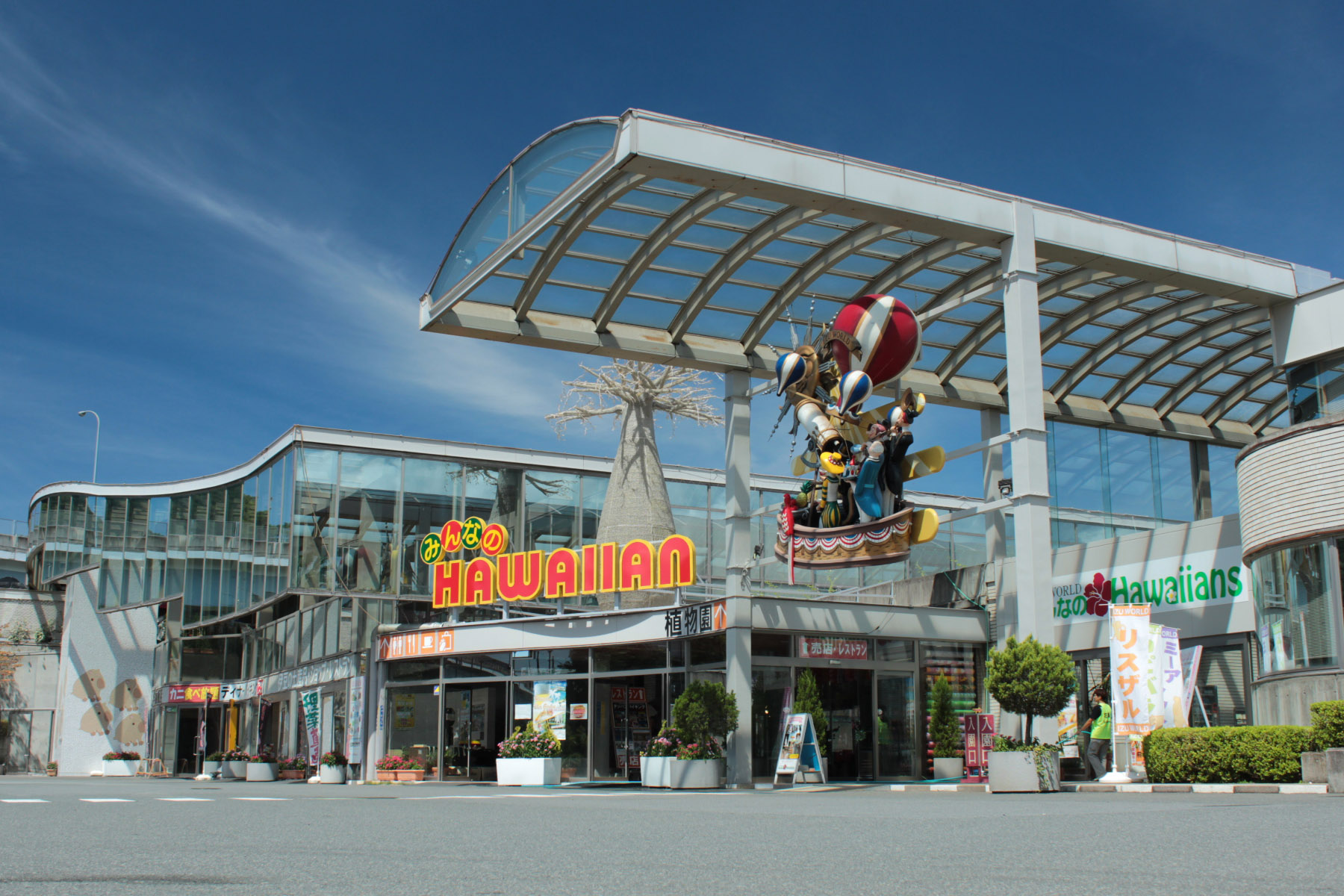
入口

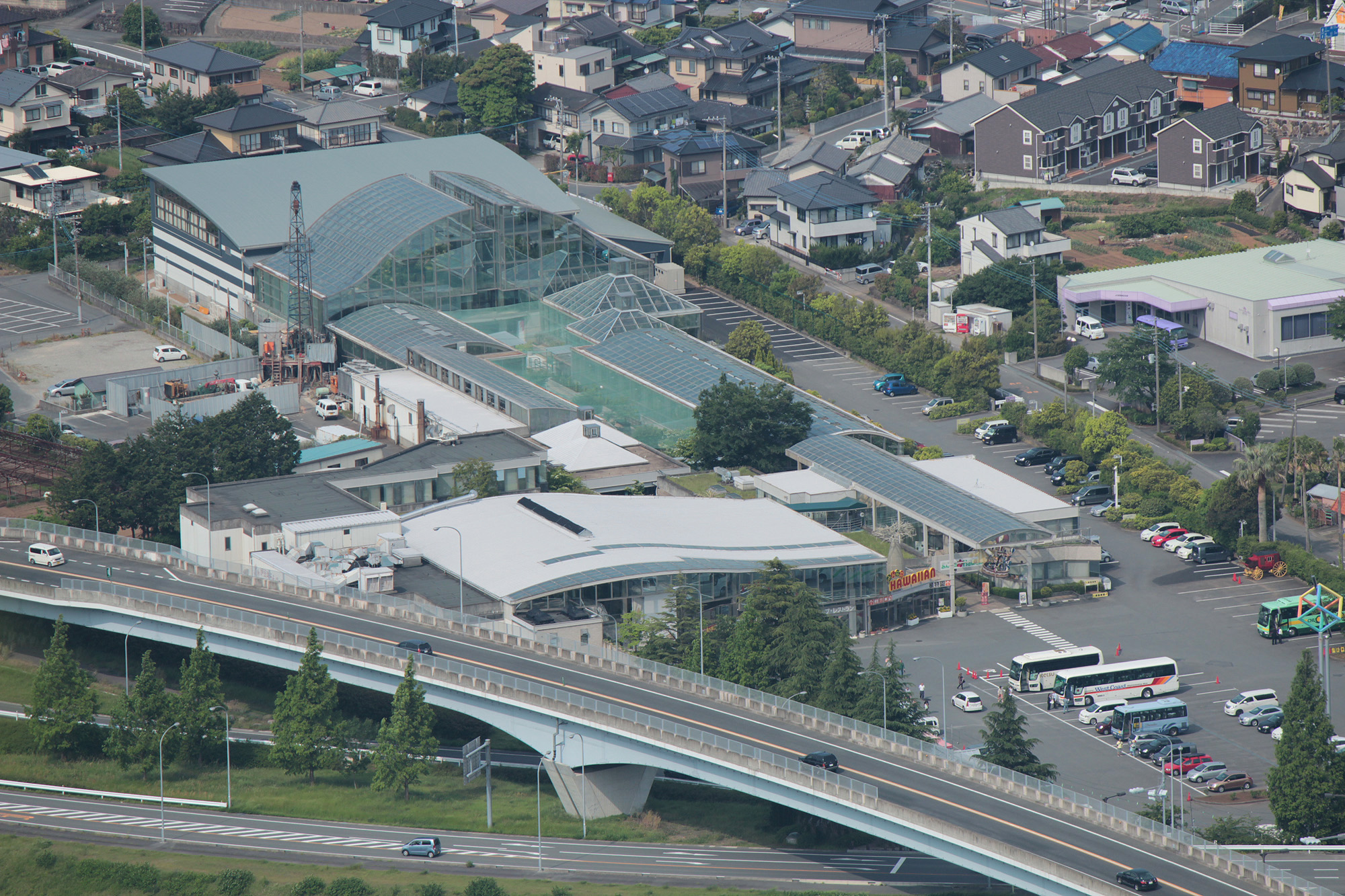
外観

IZU・WORLD みんなのHawaiians（イズ・ワールド みんなのハワイアンズ）は、静岡県伊豆の国市田京にあった時之栖のグループ施設。それ以前は伊豆洋らんパークという洋ランに特化した植物園であったが2012年5月2日に改称。500種ほどの洋ランや熱帯性の動植物などが引き続き楽しめたが2017年8月31日に赤字のため閉園となった。翌9月からはIZU VILLAGE（伊豆ビレッジ）として運営されている。

## 施設情報
- 営業時間 9:00 - 17:00（年中無休、最終受付は16:30まで）
- 入場料 大人1,200円　小・中学生600円　2017年6月上旬より、植物園は無料となった。
- レストラン併設
- 写真撮影は自由

## 交通
- 電車 - JR三島駅から伊豆箱根鉄道駿豆線で約25分の田京駅で下車。徒歩8分
- 自動車 - 東名高速道路沼津ICより50分。伊豆中央道・修善寺道路大仁中央IC近く

駐車場内には「道の駅伊豆のへそ」が併設されている。伊豆方面の観光案内のほか、花にちなんで「青薔薇風味のソフトクリーム」が販売されている。なお、駐車場には鈴木丘のモニュメントが置かれている。